# متیو فوی
متیو فوی (انگلیسی: Matthew Foy؛ زادهٔ ۲ نوامبر ۱۹۹۸) بازیکن فوتبال اهل بریتانیا است.
از باشگاه‌هایی که در آن بازی کرده‌است می‌توان به باشگاه فوتبال کمبریج یونایتد اشاره کرد.